# Tok (fiume)
Il Tok (in russo Ток?; in baschiro Туҡ) è un fiume della Russia europea sudorientale (Oblast' di Orenburg), affluente di destra della Samara (bacino idrografico del Volga).
Nasce nella parte settentrionale dei rilievi dell'Obščij Syrt, attraversandola successivamente con direzione mediamente occidentale; sfocia nel medio corso della Samara a 276 km dalla foce, pochi chilometri a monte della città di Buzuluk. Il fiume ha una lunghezza di 306 km, l'area del suo bacino è di 5 930 km².
Il regime del fiume è simile a quelli della Russia sudorientale; congelato, mediamente, da novembre ad aprile, vede una breve piena primaverile alla quale succede, spesso, un'accentuata magra estiva.